# Sete de Setembro
Sete de Setembro is een gemeente in de Braziliaanse deelstaat Rio Grande do Sul. De gemeente telt 2.134 inwoners (schatting 2009).

## Aangrenzende gemeenten
De gemeente grenst aan Giruá, Guarani das Missões, Santo Ângelo en Senador Salgado Filho.